# Терми Костянтина

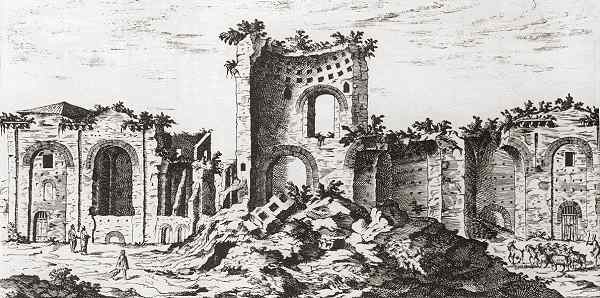
Терми Костянтина

Терми Костянтина — громадські терми, збудовані в Римі близько 313—315 років за наказом римського імператора Костянтина I.  Згадуються у творі історика Амміана Марцеліна.

## Історія
Були побудовани в південній частині Квіріналського пагорбу Рима. Це останні з імператорських терм. Після імператора Костянтина в Римі більше не будували громадські терми таких масштабів.
На початку V ст. були суттєво пошкоджені під час пожежі та землетрусу. У 443 році відновлено на кошти міського префекта Петронія Перперни Магна Квадратіна. Зберігалися у робочому стані до початку війни між королівством остготів та Східною Римською імперією. Ймовірно під час бойових дій, коли Рим декілька разів перебував в облозі та переходив від готів до візайнтійців, були суттєво пошкоджені.
У XVI ст. зазнали нових руйнувань. Остаточно зруйновано, за винятком деяких будівель, у 1605—1621 роках під час зведення Палацу Роспільйозі. У 1870-х роках почалися розкопки рештки терм.

## Опис
В свій час розташовувалися між вікусом Лонг, вулицею Альта Семіта, клівусом Салут та вікусом Фундана. Нині від терм Костянтина залишилися лише руїни. Центральну їх будівлю зайняв нинішній Виставковий Палац (Palazzo delle Esposizioni), на місці іншої будівлі терм побудовано палац — Палацо делла Консульта, а частина терм була зруйнована заради прокладки вулиці Via Nazionale. деякі рештки знаходяться під Казино ді Вілла Бонкомпані.
За своїми масштабами вони не поступаються термам Каракалли. Серед руїн зустрічаються рештки бібліотек, купальних залів, портиків і т. ін. Але навіть за ними можна уявити красу і масштабність споруди, яка тут було за часів Костянтина.
Разом з тим багато скульптур, що прикрашали комплекс терм Костянтина, сьогодні можна побачити як в музеях міста, так і на його вулицях, зокрема скульптури Кастора і Полідевка — біля Фонтану Діоскурів; атлети — в Національному музеї Риму; вершники в Латеранській базиліці; статуя Констанція II — в Капітолійському музеї.